# Hoi (Interjektion)
Hoi ist eine dialektale oder umgangssprachliche Interjektion, die mehrere Bedeutungen hat.

## Alemannischer Raum und Südtirol
In großen Teilen der deutschsprachigen Schweiz, in Südbaden, in Liechtenstein, im vorarlbergischen Lustenau, im Werdenfelser Land und im deutschsprachigen Südtirol wird der Ausruf hoi als Begrüßung im Sinne von «hallo» angewandt. Diese heutige Bedeutung ist erst seit dem 20. Jahrhundert nachweisbar. Im Schweizerischen Idiotikon, wo der Artikel hoi in den 1880er Jahren verfasst worden ist, fehlt sie noch, ebenfalls in Leo Jutz’ Vorarlbergischem Wörterbuch. Von Anna Zollinger-Escher wird hoi um 1925 als Begrüßung für die Nordostschweiz (Appenzell Ausserrhoden, Toggenburg, Werdenberg) «besonders unter Knaben» nachgewiesen, vom Sprachatlas der deutschen Schweiz wird es 1947 von einer Aarauer Gewährsperson für die Kindersprache bezeugt, und laut dem Atlas der schweizerischen Volkskunde handelt es sich um eine «neueste Kinder- oder Knabenmode» der Kantonsschüler in St. Gallen und Frauenfeld. Heute ist der Ausdruck in der ganzen Deutschschweiz zu hören, wenngleich hoi in der westlichen Deutschschweiz, nämlich in den Kantonen Basel, Bern, Freiburg und Wallis, teilweise noch explizit abgelehnt wird. In Vorarlberg hat sich der Gruß laut Allgäuer (2008) nur im schweiznahen Raum durchgesetzt.
In Baden, in Teilen des schweizerischen Mittellandes, in der alpinen Deutschschweiz und in Vorarlberg ist hoi schon älter üblich als ein Zuruf der Hirten und Fuhrleute an das Vieh, um es in Ordnung zu halten oder anzutreiben (in dieser Funktion war es auch schon der Idiotikon-Redaktion im späten 19. Jahrhundert bekannt), dann auch als ermunternder Zuruf an Menschen im Sinne von «auf!, vorwärts!» und manchenorts schließlich als Ruf des Erstaunens.

## Schwaben
In Teilen Schwabens wird hoi verwendet, um Erstaunen oder Verwunderung auszudrücken.
Hoi im Sinne eines Antreibens ist wie im Alemannischen Badens und der Schweiz auch im Schwäbischen bekannt.

## Niederlande
In den Niederlanden hat der Ausruf ursprünglich die Bedeutung, Freude kundzutun. Seit etwa Mitte des 20. Jahrhunderts wird hoi auch als umgangssprachliche Begrüßung angewandt. Im westfriesischen Sprachraum dagegen wird die Grußformel sowohl zur Begrüßung als auch bei der Verabschiedung verwendet.

## Geschichte
Der alemannische und Südtiroler Gruß hoi dürfte auf den Treiberruf zurückgehen. Beim niederländischen hoi im Sinne von «hallo» handelt es sich möglicherweise um eine Abkürzung des Seemannsgrußes ahoi. Dieser aus dem Englischen entlehnte Seemannsgruß ist freilich seinerseits aus den Bestandteilen a und hoi zusammengesetzt. Das exklamatorische Hoi dürfte letztlich lautmalerisch sein und kann somit ganz unabhängig an verschiedenen Orten, in verschiedenen Sprachen und in verschiedenen lautlichen Ausprägungen auftreten.